# Бета-спираль

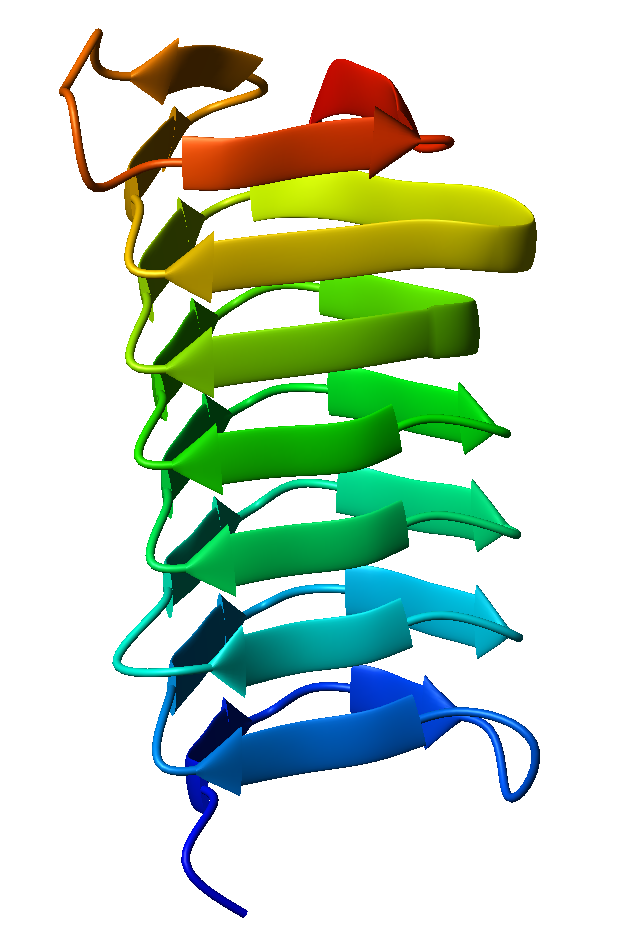
Мономерная, левозакрученная β-спираль белка-антифриза из почковидного червя ели Choristoneura fumiferana.

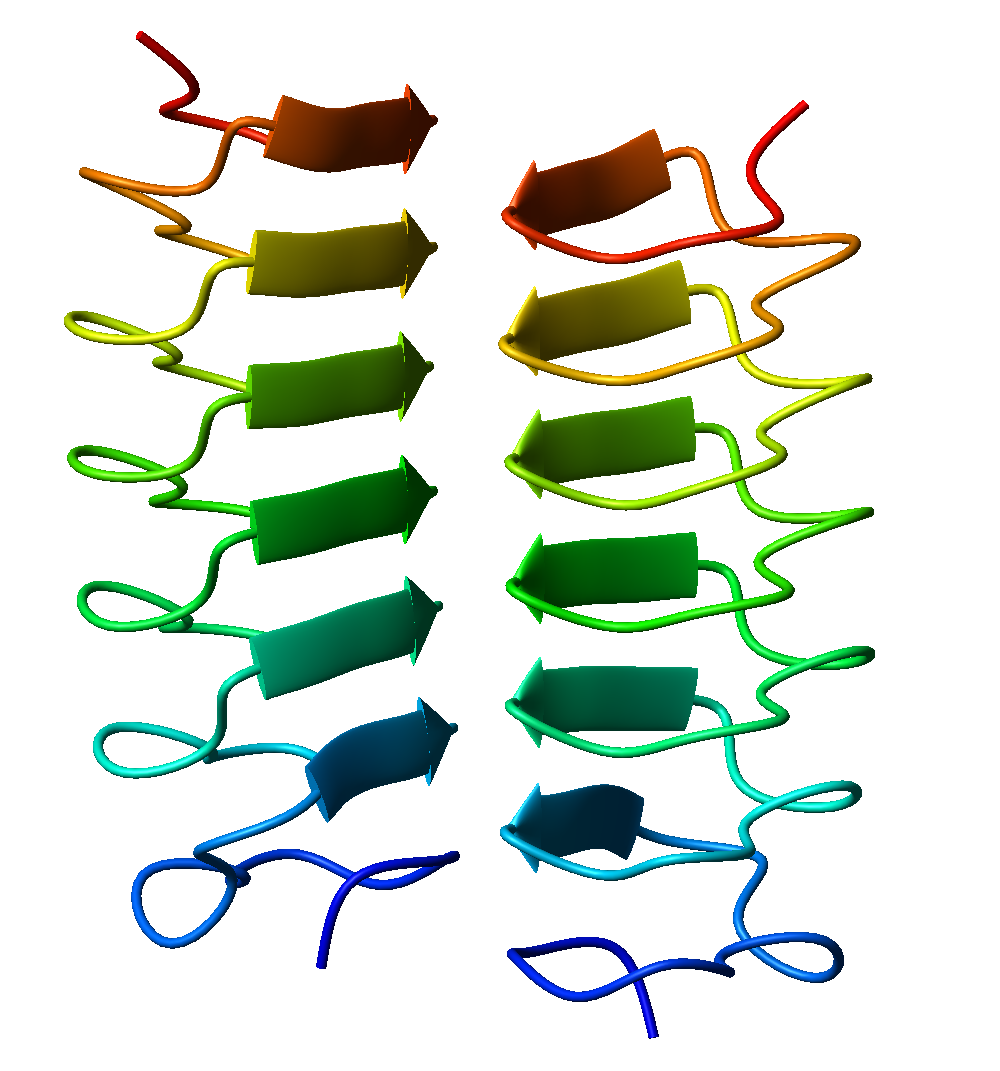
Димерная, правозакрученная β-спираль белка-антифриза из жука Tenebrio molitor.

Бета-спираль — это тандемная структура повтора белка, образованная объединением параллельных бета-цепей в спиральном узоре с двумя или тремя гранями. Бета-спираль — это тип соленоидного белкового домена. Структура стабилизируется межцепочечными водородными связями, белок-белковыми взаимодействиями, а иногда и связанными ионами металлов. Идентифицированы как левозакрученная, так и правозакрученная бета-спирали. Двухцепочечные бета-спирали также являются очень частой особенностью белков и обычно синонимичны укладке «Желейного рулета»
Первая бета-спираль наблюдалась в ферменте пектатлиазе, который содержит спираль из семи витков, длина которой достигает 34 Å (3,4 нм). Белок шипа хвоста фага P22, компонент бактериофага P22, имеет 13 витков, а его размер в собранном гомотримере составляет 200 Å (20 нм) в длину. Его внутренняя часть плотно упакована без центральной поры и содержит как гидрофобные остатки, так и заряженные остатки, нейтрализованные солевыми мостиками.
И пектатлиаза, и белок шипа хвоста фага P22 содержат правозакрученные спирали; левозакрученные версии наблюдались в таких ферментах, как UDP-N-ацетилглюкозаминацилтрансфераза и карбоангидра архей. Другие белки, которые содержат бета-спирали включают белок-антифриз из жука Tenebrio molitor (правозакрученная) и из почковидного червя ели, Choristoneura fumiferana (левозакрученная), где регулярно расположенные треонины на β-спиралях связываются с поверхностью кристаллов льда и ингибируют их рост.
Бета-спирали могут эффективно связываться друг с другом, либо лицом к лицу (сопрягая грани своих треугольных призм), либо встык (образуя водородные связи). Следовательно, β-спирали можно использовать в качестве «меток» для побуждения других белков к ассоциации, подобно сегментам спиральной катушки.
Было показано, что члены семейства пентапептидных повторов обладают четырёхугольной бета-спиральной структурой.